# Medicamento combinado
Un medicamento combinado es una combinación en dosis fija (FDC) que incluye dos o más compuestos farmacéuticos activos (IFA) combinados en una forma de farmacéutica única, que se fabrica y distribuye en dosis fijas.  Términos como "medicamento combinado" o "producto farmacológico combinado" pueden ser una abreviatura común para un producto FDC (ya que la mayoría de los productos farmacéuticos combinados son actualmente FDC), aunque este último es más preciso si en realidad se refiere a un producto producido en masa con una combinación de fármacos predeterminada con sus dosis respectivas (a diferencia de la polifarmacia personalizada realizada con la formula magistral ).  Y también debe distinguirse del término "producto combinado" en contextos médicos, que, sin más especificación, puede referirse a productos que combinan diferentes tipos de productos médicos, como las combinaciones de dispositivo/medicamento en lugar de las combinaciones de medicamento/medicamento.  Tenga en cuenta que cuando un medicamento de combinación (ya sea en dosis fija o no) es una "píldora" (es decir, una tableta o cápsula), también es un tipo de "polipíldora". 
Inicialmente, se desarrollaron los medicamentos de combinación en dosis fijas para atacar una sola enfermedad (como con los FDC antirretrovirales usados contra el SIDA).  Sin embargo, los FDC también pueden utilizarse para tratar múltiples enfermedades/afecciones, como Caduet (atorvastatina/amlodipino) o Exforge (amlodipino/valsartan).  En los casos de FDC dirigidos a múltiples afecciones, estas afecciones a menudo pueden ser relacionadas, para aumentar de esta forma el número de posibles pacientes utilizarán un producto FDC determinado.  Esto se debe a que cada producto FDC se produce en masa y, por lo tanto requiere tener una masa crítica de pacientes potencialmente aplicables para justificar su fabricación, distribución, almacenamiento, etc. 

## Ventajas
Además de ser simplemente un medio para facilitar las ventajas generales de la terapia de combinación, las ventajas específicas de los medicamentos de combinación en dosis fija (FDC) incluyen: 
- Mejor adherencia al medicamento al reducir la carga de píldoras de los pacientes.  Tenga en cuenta que la carga de píldoras no solo consideran el número de píldoras que se deben tomar, sino también las cargas asociadas, como el uso de varios medicamentos, la comprensión de sus diversas instrucciones, etc.
- Capacidad para componer perfiles combinados de, por ejemplo, farmacocinética, efectos y efectos adversos que pueden ser específicos para dosis relativas en un producto FDC dado, proporcionando una visión general más sencilla en comparación con cuando se analizan los perfiles de cada fármaco individualmente.  Tales perfiles combinados también pueden incluir efectos causados por la interacción entre los medicamentos individuales que pueden omitirse en los perfiles de medicamentos individuales.
- Debido a que los organismos reguladores (como la Administración de Alimentos y Medicamentos (FDA) de los Estados Unidos) revisan los FDC, es poco probable que los compuestos activos utilizados en los FDC muestren interacciones adversas entre los medicamentos.  Sin embargo, los FDC pueden interactuar con otros medicamentos que toma un paciente, por lo que las precauciones médicas y farmacéuticas habituales contra las interacciones medicamentosas o DDI siguen estando justificadas.
- Los productos farmacéuticos de la FDC pueden ser desarrollados por una compañía farmacéutica como una manera de extender la duración de los derechos de propiedad y la comercialización de un producto farmacéutico.  Dado que los FDC pueden estar protegidos por patentes, una empresa puede obtener derechos exclusivos para vender un FDC en particular o una formulación de los mismos, aunque los compuestos activos individuales y muchos usos terapéuticos de los mismos pueden estar ya libres de patentes.

## Desventajas
- Es posible que no haya un FDC disponible con los medicamentos apropiados y/o con la(s) potencia(s) respectiva(s) más apropiada(s) para un paciente dado, lo que puede llevar a que algunos pacientes obtengan un compuesto en exceso y otros obtengan muy poco, lo cual lo señala la AAO como que los FDC "limitan la capacidad de los médicos para personalizar los regímenes de dosificación".[4]  En tales casos, una posibilidad alternativa (en lugar de un FDC) es utilizar polipíldoras con compuestos personalizados preparados por un farmacéutico de acuerdo con una receta.  (La fórmula magistral es la práctica de preparar productos farmacéuticos individualizados para pacientes puntuales, lo que puede ayudar con la polifarmacia.)
- Si se produce una reacción adversa al usar un FDC, puede ser difícil identificar el compuesto activo responsable de la reacción.  Este problema se puede evitar iniciando los medicamentos individualmente y controlando las reacciones, y luego cambiando a un FDC cuando no se han observado problemas (asumiendo que es el compuesto activo el que causa el problema).